# Sinholmane
Sinholmane (również Sinholman) – niezamieszkana wyspa przy zachodnim brzegu Norwegii, na Morzu Norweskim, w gminie Sandøy, w regionie Møre og Romsdal. Wyspa jest oddalona o około 36 km na północ od miasta Ålesund oraz około 2 km na zachód od wybrzeża wyspy Harøya.